# Steven Bonspille
Steven Bonspille est l'ancien Grand chef de la nation mohawk au Québec. Il a renversé James Gabriel aux élections de 2005. 
Avec John Harding, Crawford Gabriel et Pearl Bonspille, il était membre du clan dans le conseil qui s'opposait à l'ancien chef. Il a par la suite été élu chef.
En 2008, il est remplacé par Paul Nicholas.